# Duke Droese
Michael David Droese (Lodi, 13 ottobre 1970) è un ex wrestler statunitense meglio conosciuto per aver combattuto nella World Wrestling Federation, dove lottava con il ring name di Duke Droese.

## Carriera

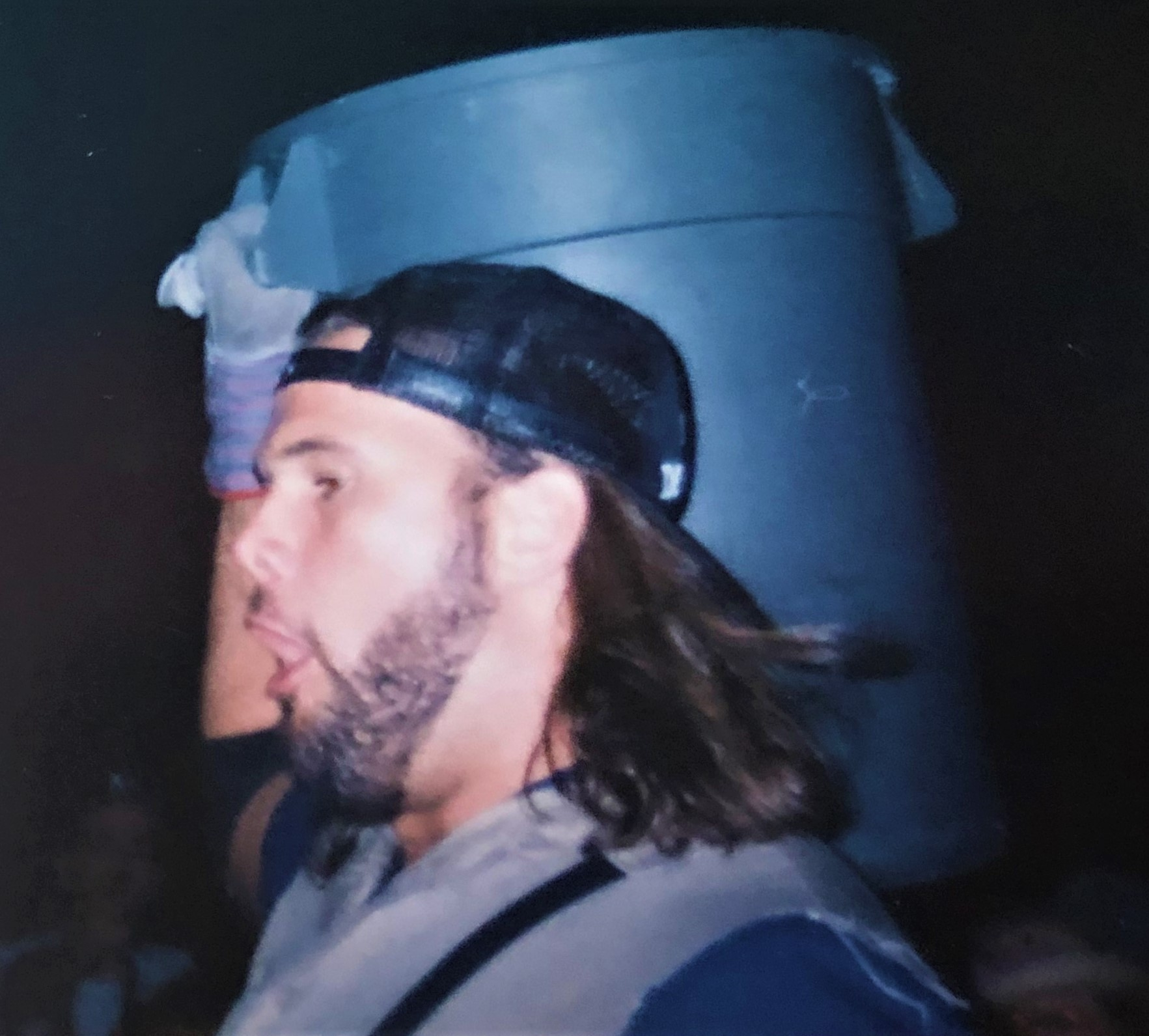
Duke "The Dumpster" Droese nel 1994

Droese fu allenato da Bobby Wales. Debuttò a Miami, in Florida nel febbraio 1990 sconfiggendo Johnny Blade nel suo primo match. Droese lottò in vari circuiti indipendenti della Florida verso la prima metà degli anni 90. Nel 1993, Droese lottò con il nome di "Garbage Man", il quale fu l'ispirazione per la gimmick che avrebbe utilizzato l'anno seguente nella World Wrestling Federation. Prima di firmare con la WWF, Droese combatté con il nome Rocco Gibraltar.

## Personaggio

### Mosse finali
- Trash Compactor (Tilt-a-whirl powerslam)[2]

### Soprannomi
- "The Dumpster"
- "The Garbage Man"
- "The Wrestling Garbageman"

## Titoli e riconoscimenti
- Pro Wrestling Illustrated
  - 130º tra i 500 migliori wrestler singoli nella PWI 500 (1995)
- Catch Wrestling Association
  - CWA World Heavyweight Championship (1)
- Championship Wrestling from Florida
  - NWA Florida Heavyweight Championship (1)
- World Wrestling Federation
  - Slammy Award (1)
    - Most Smelliest (1994)